# Муйредах Тірех

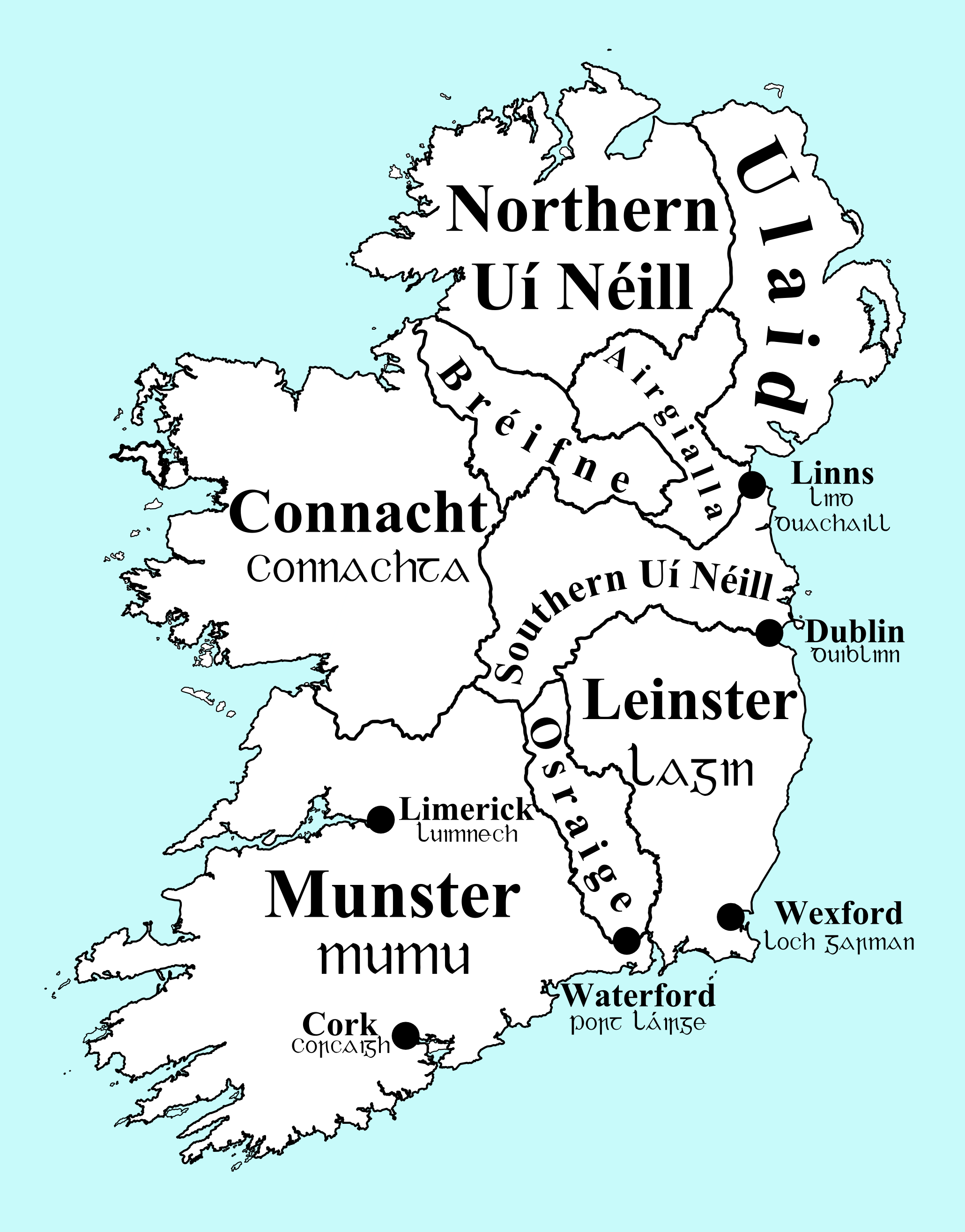
Карта Ірландії в давні часи після падіння і розпаду королівства Улад. Показані регіональні королівства.

Муйредах Тірех — (ірл. — Muiredach Tirech) — верховний король Ірландії. Час правління: Час правління: 310–343 роки н. е. (згідно з хроніками Джеффрі Кітінга) або 326–356 роки н. е. (згідно з «Книгою Чотирьох Майстрів»). Син верховного короля Ірландії Фіаха Срайбтіне (Фяхе Сройптіне) (ірл. — Fiacha Sraibhtine). Батько верховного короля Ірландії Еохайда Мугмедона. Його нащадки ще 900 років були верховними королями Ірландії. Він є предком різних королівських династій — як верховних королів так і дрібних королівств Ірландії.

## Прихід до влади і правління
Муйредах Тірех як син верховного короля Ірландії ще змолоду взяв до рук меча і замість батька керував військом, ходив у походи проти ватажків бунтівних кланів та непокірні верховному королю дрібні королівства вічно неспокійної в ту епоху Ірландії. На початку IV століття почалась війна верховного короля Ірландії з королівством Манстер. За відсутності спадкоємця три брати Колла влаштували успішну змову проти верховного короля Ірландії Фіаха Срайбтіне.
Напередодні вирішальної битви король дізнався від друїда, що переможець не зможе передати в спадок владу жодному зі своїх родичів. Брати виграли ту битву, вбили короля, але цим накликали на себе прокляття. Один з братів, Колла Вайс зайняв трон, та правив всього чотири роки. Муйредах Тірех зібрав сили, розбив у битві братів Колла та їх військо і вислав братів з трьома сотнями їх прибічників за межі Ірландії — в Албу (Албенех — ірландська назва нинішньої Шотландії). Невдовзі брати повернулись до Ірландії і явились до короля Муйредаха Тіреха з проханням взяти їх на службу. Вони сподівались, що король, виконуючи звичаєвий закон кровної помсти за свого батька, вб'є їх і, таким чином, вони позбавляться прокляття і їхні нащадки стануть верховними королями Ірландії. Але Муйредах Тірех знав пророцтво і всупереч звичаю кровної помсти не тільки не вбив їх, але і взяв їх на службу.
Верховний король Муйредах Тірех правив 30 або навіть 33 роки. За часи його правління занепало удільне королівство Улад, була раз і назавжди знищена його давня столиця Емайн Маха внаслідок переможної війни братів Колла, які були на службі у верховного короля. Однак ця ворожнеча продовжилася з новим потужним королівством, що постало на землях Уладу, Ольстером. Муйредаха Тіреха вбив правитель саме цього королівства — Каелбад (ірл. — Cáelbad), який захопив владу і сам став верховним королем.